# National Model Railroad Association
La National Model Railroad Association (Fédération nationale de modélisme ferroviaire), ou NMRA, est une association américaine travaillant pour le développement et la promotion du modélisme ferroviaire et des industries qui lui sont liées. Fondée en 1935 aux États-Unis, elle est également présente au Canada, en Australie et Nouvelle-Zélande et dans les îles Britanniques.

## Historique
La NMRA est fondée en 1935 par — entre autres — Al Kalmbach (fondateur de Kalmbach Publishing), William Walthers (fondateur de Walthers Inc.) et Franck Zeidler (maire de Milwaukee). Son premier travail est alors de mettre en place des normes pour le modélisme ferroviaire.
En 1955, la NMRA publie une norme concernant les attelages, incluant notamment un attelage normalité pour l'échelle HO. Cependant le manque de fiabilité de cet attelage fera que les attelages de la forme Kadee, plus réalistes et plus fiables, seront plébiscités par les modélistes nord-américains.
Elle connaît un âge d'or avec 29 139 adhérents en 1979.

## Travaux
La NMRA s'emploie à publier des normes et des recommandations pour le modélisme ferroviaire. Elle travaille pour ce faire en collaboration avec le MOROP, son vis-à-vis européen.
La NMRA décerne également le titre de Master Model Railroader aux modélistes ferroviaires les plus doués, ainsi que les Golden Spike Awards comme encouragement aux modélistes.

## Traduction
- (en) Cet article est partiellement ou en totalité issu de l’article de Wikipédia en anglais intitulé « National Model Railroad Association » (voir la liste des auteurs).